# Al-Nahda Club Sports Club
Pour les articles homonymes, voir Al-Nahda Club.
Ne doit pas être confondu avec Al-Nahda (Arabie saoudite).
Maillots
Le Al Nahda Club (en arabe : نادي النهضة), plus couramment abrégé en Al Nahda, est un club omani de football fondé en 2003 et basé à Al Buraymi, dans le nord du pays.

## Histoire
Fondé en 2003, Al Nahda Club est le fruit de la fusion entre deux clubs, Mehdha et Al Buraymi. 
Il profite de la promotion d'Al Buraymi en première division omanaise pour débuter parmi l'élite lors de la saison 2003-2004, qu'il termine à la huitième place. La saison suivante est meilleure avec une quatrième place au classement final puis une place de dauphin, derrière Mascate Club en 2005-2006. 
Le premier titre national survient en 2007, à la suite de la victoire du club en championnat devant Al Oruba Sur, et Al Nahda obtient sa qualification pour la Coupe de l'AFC 2008. 
La formation omanie va plutôt bien figurer dans la compétition pour sa première apparition à ce niveau, en atteignant le stade des demi-finales, perdues face au futur vainqueur de l'épreuve, les Bahreïnis d'Al Muharraq Club (1-0; 1-2). 
Deux ans plus tard, Al Nahda confirme avec un nouveau succès en championnat, devant Al Muscat et atteint également la finale de la Coupe d'Oman.

## Palmarès
| \| - Championnat d'Oman (4) : - Champion : 2006-2007, 2008-2009, 2013-2014, 2022-2023. - Vice-champion : 2005-2006, 2024-2025. - Coupe d'Oman : (1) - Vainqueur : 2023 - Finaliste : 2008, 2013, 2014 et 2024[2]. \| \| - Supercoupe d'Oman (2) : - Vainqueur : 2009 et 2014. - Finaliste : 2022 et 2023. \| |  |                                                                                   |
| - Championnat d'Oman (4) : - Champion : 2006-2007, 2008-2009, 2013-2014, 2022-2023. - Vice-champion : 2005-2006, 2024-2025. - Coupe d'Oman : (1) - Vainqueur : 2023 - Finaliste : 2008, 2013, 2014 et 2024.                                                                                                  |  | - Supercoupe d'Oman (2) : - Vainqueur : 2009 et 2014. - Finaliste : 2022 et 2023. |